# Yelena Romanova
Yelena Romanova (née le 20 mars 1963 et décédée le 28 janvier 2007 dans son appartement à Volgograd) est une ancienne athlète russe.

## Jeux olympiques
- Jeux olympiques d'été de 1992 à Barcelone ( Espagne)
  -  Médaille d'or sur 3 000 m

## Championnats du Monde
- Championnats du monde d'athlétisme 1991 à Tokyo ( Japon)
  -  Médaille d'argent sur 3 000 m

## Championnats d'Europe
- Championnats d'Europe d'athlétisme 1990 à Split ( Yougoslavie)
  -  Médaille d'or sur 10 000 m
  -  Médaille d'argent sur 3 000 m